# 99 Homes
Pour plus de détails, voir Fiche technique et Distribution.
99 Homes est un film américain réalisé par Ramin Bahrani, sorti en 2014.
Le film est présenté en compétition officielle au festival international du film de Venise en 2014.
Le film est dédié à Roger Ebert.

## Synopsis
Dans l’espoir de récupérer la maison de sa famille, un père devient l’homme de main de l’agent immobilier véreux qui les en a expulsés.

## Fiche technique
- Titre : 99 Homes
- Titre québécois : Éviction
- Réalisation : Ramin Bahrani
- Scénario : Ramin Bahrani, Bahareh Azimi et Amir Naderi
- Production : Ashok Amritraj, Ramin Bahrani, Andrew Garfield, Justin Nappi et Kevin Turen
- Société de production : Noruz Films, Image Nation
- Société de distribution : Broad Green Pictures
- Photographie : Bobby Bukowski
- Montage : Ramin Bahrani
- Musique : Antony Partos (en)
- Pays d'origine :  États-Unis
- Genre : Drame, Thriller
- Langue : anglais
- Durée : 112 minutes
- Dates de sortie :
  - Italie : 29 août 2014 (Mostra de Venise 2014)
  - France : 2015 (Festival du cinéma américain de Deauville 2015)

| |  |  |
| Les acteurs principaux Andrew Garfield et Michael Shannon à la première du film à la Mostra de Venise 2014. |  |  |

## Distribution
- Andrew Garfield (VF : Olivier Brun ; VQ : Gabriel Lessard) : Dennis Nash
- Michael Shannon (VF : Jean-Michel Fête ; VQ : Louis-Philippe Dandenault) : Rick Carver
- Laura Dern (VF : Jeanne Savary ; VQ : Anne Bédard) : Lynn Nash
- Noah Lomax (VF : Elie Cohen ; VQ : Sam-Éloi Girard) : Connor Nash
- Tim Guinee (VQ : Antoine Durand) : Frank Greene
- Cynthia Santiago : Mme Greene
- Manu Narayan (en) : Khanna
- Cullen Moss : Bill
- Judd Lormand : M. Hester
- Jonathan Vane : Adam Bailey
- Alex Aristidis : Alex Greene
- Jeff Pope (VF : Loïc Houdré ; VQ : Pierre-Étienne Rouillard) : l'homme expulsé
- Richard Holden (VF : Michel Voletti ; VQ : Frédéric Desager) : le juge
- Christopher Berry (VF : Yann Guillemot) : le voisin

 Source et légende : version française (VF) sur RS Doublage et le site d’AlterEgo (la société de doublage) ; version québécoise (VQ) sur Doublage.qc.ca

## Distinctions

### Récompenses
- Festival du cinéma américain de Deauville 2015 : Grand prix

### Nominations et sélections
- Festival du film de Telluride 2014
- Festival international du film de Toronto 2014 : sélection « Special Presentations »
- Festival international du film de Venise 2014 : sélection officielle

- Gotham Awards 2015 : meilleur acteur pour Michael Shannon

- Golden Globes 2016 : meilleur acteur dans un second rôle pour Michael Shannon
- Screen Actors Guild Awards 2016 : meilleur acteur dans un second rôle pour Michael Shannon